# Polygala multiflora
Polygala multiflora är en jungfrulinsväxtart som beskrevs av Jean Louis Marie Poiret. Polygala multiflora ingår i släktet jungfrulinssläktet, och familjen jungfrulinsväxter. Inga underarter finns listade i Catalogue of Life.